# 바이알렉스
바이알렉스(ByeAlex, 본명: 마르터 얼렉스(Márta Alex), 1984년 6월 6일 ~ )는 헝가리의 가수이다. 유로비전 송 콘테스트 2013에서 헝가리 대표로 참가했다.